# Amomphopalpus quadriplagiatus
Amomphopalpus quadriplagiatus is een keversoort uit de familie zwamspartelkevers (Melandryidae). De wetenschappelijke naam van de soort werd in 1860 gepubliceerd door Léon Marc Herminie Fairmaire & Germain.